# Impatiens soulieana
Impatiens soulieana är en balsaminväxtart som beskrevs av Joseph Dalton Hooker. Impatiens soulieana ingår i släktet balsaminer, och familjen balsaminväxter. Inga underarter finns listade i Catalogue of Life.